# Echinopsyllus
Echinopsyllus är ett släkte av kräftdjur som beskrevs av Georg Ossian Sars 1909. Echinopsyllus ingår i familjen Ancorabolidae.
Släktet innehåller bara arten Echinopsyllus normani.